# Invasion portugaise du royaume de Jaffna (1560)
Conquête portugaise du royaume de Jaffna (en)
L'invasion portugaise du royaume de Jaffna en 1560 est la première expédition menée contre le royaume de Jaffna par l'empire portugais. Elle est dirigée par le vice-roi Dom Constantino de Bragança (en) et aboutit à la prise de la capitale, Nallur. Le roi de Jaffna, Cankili I, parvient à s'enfuir et à regagner la capitale grâce à un pacte qu'il conclut avec les portugais. Il incite ensuite une rébellion populaire contre les portugais, entrainant le retrait de leurs forces de Nallur. Le royaume de Jaffna perd cependant sa souveraineté sur l'île de Mannar et sa ville principale, Mannar,.

## Contexte
Le massacre d'environ 600 à 700 chrétiens à Mannar en 1544 par Cankili I provoque la colère des prêtres catholiques, qui se plaignent auprès des autorités portugaises de Goa. Les portugais n'exercent cependant aucune représailles car ils sont confrontés à des hostilités en Inde. La plainte parvient finalement au roi Jean III, qui ordonne à ses forces à Goa de punir le roi de Jaffna pour ses actes. Il y a un retard dans l'exécution de la commande.
Lorsque Dom Constantino quitte le Portugal en 1558, la reine Catherine lui charge d'exécuter l'ordre du roi, qui est retardé pour diverses raisons. Elle ordonne que le roi de Jaffna soit puni notamment pour le massacre de Mannar et la persécution continue des chrétiens.

## Déroulement
Dom Constantino navigue en septembre 1560 de Goa à Jaffna avec 20 galères, 10 galiotes et 70 navires. Les forces se composent de 1 200 soldats, ce petit nombre de troupes n'étant pas apte à mener à bien l'invasion prévue.
Les forces atteignent le rivage de Colombuthurai (en), où elles sont accueillies par les forces de Jaffna composées de 2 000 soldats dirigés par un prince. Le barrage d'artillerie lourde des navires portugais inflige des pertes importantes aux forces de Jaffna et, par conséquent, les forces portugaises peuvent atteindre la terre et avancer vers la capitale. La capitale est située sur une plaine ouverte et fortifiée de pierres et de sable, avec quelques bastions solides dotés d'artillerie et de beaucoup d'infanterie.
La capitale tombe aux mains des portugais et le roi retire ses forces dans un petit fort à Kopay (en). Avant l'aube du lendemain, le palais est incendié et le roi s'enfuit vers la région de Vanni (en). Un groupe de soldats portugais le suit pour tenter de le capturer, mais sans succès.

## Pacte
Reconnaissant qu'il n'est pas en mesure de repousser les forces ennemies, le roi envoie Dom Constantino demander la paix. Le vice-roi saisit l'occasion, car il dispose de troupes limitées et manque de nourriture et de munitions. Les dispositions du pacte signé entre les belligérants sont les suivantes :
- Le roi et son fils sont autorisés à continuer à diriger le royaume.
- Le contrôle de l'île de Mannar et de la côte ouest est cédé aux portugais.
- Les forces de Jaffna ne sont pas autorisées à utiliser des armes à feu et autres armes explosives.
- Jaffna n'est pas autorisée à employer des forces étrangères.
- Les forces portugaises sont autorisées à rester à Jaffna.
- Le trésor caché du père du roi Kotte doivent être remis aux portugais.
- Chaque année, un certain nombre d'éléphants sont offerts aux portugais en hommage.
- Le travail missionnaire catholique ne peut pas être perturbé.
- Un prince et deux mudaliyars (en) sont retenus par les portugais pour garantir les dispositions du pacte.